# Негр, Ги
Ги Негр (фр. Guy Nègre; р. 8 февраля 1941 года, Нарбонн, Франция — 24 июня 2016 года) — французский инженер, конструктор двигателей.

## Биография
В течение пяти лет работал на французскую компанию Renault, в основном на увеличение мощности её малолитражки R8 Gordini.
Разработал систему пневматического пуска двигателей для лёгких самолетов. В конце 1980 года предложил двигатель на этом принципе для «Формулы-1».
Был одним из энтузиастов по выпуску пневматических двигателей и их применению на транспортных средствах. В дальнейшем такие транспортные средства разрабатывала основанная им компания Motor Development International (фр., сокр. MDI). Был президентом MDI.